# 기누가사촌
기누가사촌(일본어: 衣笠村)은 일본 교토부 후나이군에 설치되었던 촌이다. 현재의 기누가사(衣笠)는 교토부 교토시 기타구의 해당되는 지역명이며, 지역으로서는 기누가사 외엔 고마쓰바라, 평야, 기타노, 오호쿠산 등의 전역과 일부를 포함하지만 그 중 기누가사를 관칭하는 마을 이름은 23개에 그친다. 가구수 4,097세대, 인구 7,718명(2016년 6월), 교토시 기타구에서 관할하고 있다.
원래는 같은 구역에 일찍이 존재했던 가도노군 기누가사촌에 해당하는 지역이다. 

## 지리
기타구와 우쿄구의 경계를 이루는 기누가사산은 우다 천황이 흰 명주(白絹)를 보고 싶다고 하여 고사에서 '기누카케산'이라고도 하는데, 그것이 기누가사산의 동부 및 남쪽 기슭 일대인 이 땅의 지명의 유래가 되고 있다.
로쿠온지, 도지인, 신뇨지 린자이슈의 명찰, 벚꽃 명소로 유명한 히라노 신사, 8월 16일 밤 전통 행사인 교토의 고산오쿠리비 중 하나인 다이몬지산 등이 유명하며 기누가사 캠퍼스등의 문화 시설이나 문교 시설도 입지하고 있다.
사쿄구 기타시라카와가 학자·학생의 마을로서 제2차 세계대전 전부터 특이한 존재를 자랑했던 것과 같이, 일본화의 화재가 되는 자연이 넘쳐 명찰에도 가깝고, 게이후쿠 전기철도(아라시덴)나 노선 버스로 사가노, 아라시야마로의 액세스에도 편리한 기누가사 지구 주변에는, 다이쇼 말부터 쇼와 50년대 무렵까지, 당본 인상, 후쿠다 헤이하치로, 도쿠오카 신센, 오노 타케노 타케노교, 야마구치 카미, 키쿠치 요시후미, 키쿠치 요시후미, 키쿠치, 카네시마 케이카 , 카네즈키, 카나마또한 서양화로는 구로다 시게타로가 있다.

## 역사
가도노군 기누가사촌은 1918년 교토시에 편입되어 기타구의 일부가 되었다, 1955년 가미교구에서 기타구를 분구한 이후 기타구에 편입되어 현재의 경역이 되었다.

### 도로
- 교토시도 181호선
- 교토시도 183호선
- 구라마구치도
- 가가미이시도